# 多摩川駅
多摩川駅（たまがわえき）は、東京都大田区田園調布一丁目にある、東急電鉄の駅である。

## 乗り入れ路線
- 東急電鉄
  -  東横線 - 駅番号は「TY09」
  -  目黒線 - 駅番号は「MG09」
  -  東急多摩川線 - 駅番号は「TM01」[1]

線路名称上で当駅に乗り入れているのは、東横線と東急多摩川線の2路線である。ただし東横線には、田園調布駅 - 日吉駅間の複々線を利用して目黒線の列車も乗り入れており、それぞれ別路線として案内されている。そのため、当駅は東横線・目黒線・東急多摩川線の3路線の接続駅として案内されている。

## 歴史
- 1923年（大正12年）3月11日 - 目黒蒲田電鉄・目黒 - 丸子駅（現・沼部）間開通と同時に多摩川駅として開業[2]。
- 1926年（大正15年）
  - 1月1日 - 目黒寄りに移転し、駅名を丸子多摩川駅に改称[3][2][4]し、3面4線の駅となる[5]。
  - 2月14日 - 東横線が開業する[4][5]。
- 1931年（昭和6年）1月1日 - 近くにある「多摩川園遊園地」の名前を取って駅名を多摩川園前駅に改称[4][5]。
- 1935年（昭和10年）7月 - 構内踏切が廃止となり、地下道になる[4]。
- 1977年（昭和52年）12月16日 - 駅名を多摩川園駅に改称[4][5]。その多摩川園遊園地は1979年（昭和54年）6月に閉園した[2]。
- 1988年（昭和63年）11月 - 田園調布 - 多摩川間改良工事に着手[6]。
- 1994年（平成6年）11月27日 - 目蒲線が地下ホームの使用を開始[7]。
- 1995年（平成7年）12月17日 - 東横線上りが高架ホームに切り替わる[7]。
- 1996年（平成8年）2月4日 - 東横線下りが仮設ホームから本設高架ホームに切り替わる[8]。同日から目蒲線地下ホームが1・2番線、東横線の地上仮設ホームが3・4番であったものを、現行の東横線地上ホームを1・4番線（2・3番線は未共用）、目蒲線地下ホームを5・6番線に変更した[9]。
- 1997年（平成9年）
  - 1月14日 - 駅務室ならびに改札口を本設に切り替え[10]。
  - 6月 - 改良工事が完成[6]。
- 2000年（平成12年）8月6日 - 目蒲線の目黒線・東急多摩川線への分割とともに、駅名を再び多摩川駅に改称[11][12]。東横線の急行停車駅となる[12]。

### 駅舎改良
1988年11月から1997年6月にかけて、東横線複々線化事業の一環として田園調布 - 多摩川（旧・多摩川園）間改良工事が行われた。それに伴い、当駅についても駅舎の大規模改造工事が行われた。閑静な住宅街の中での工事で夜間工事はできないため、長期にわたる難工事となった。
改良工事前までは開業当時からの駅舎であり、改札口は現在の南口にしかなかった。現行の駅舎は旧駅の面影を全く留めていない。東横線と目蒲線は別線で、田園調布と多摩川（当時・多摩川園）の両駅間の土塁を複々線で走っており、田園調布駅とともに3面4線の形態であったが、改良工事着手後は2面4線に改められた。目蒲線は当駅から沼部方面になだらかに坂を下って多摩川第一踏切で平面となり、駅を出てすぐの所に多摩川園への入口となるコンクリート製のガードがあった。東横線は横浜方面のホームが多摩川橋梁への急カーブにかかっており、下り横浜方面の線路はホームと車両が離れているのでカントが付けられず、上り線よりカーブが外側にも位置するにもかかわらず駅を通過する急行は徐行運転を余儀なくされていた。また上り線は最後尾車両が傾いたまま停車するため、朝ラッシュ時にはドアが開くと人が降ってくるような状況で、いずれにせよ乗降に危険な駅であった。
複々線化事業に伴い目蒲線は当駅で分断され、目黒方面は東横線と同方向・同一ホーム2面4線の高架ホームとして50mほど田園調布寄りに移動して急曲線ホームを解消させた他、蒲田方面は新たに1面2線の地下ホームでの営業となった。目蒲線の地下への線路付け替え工事は終電後始発電車までの間に行われ、一夜にして切り替わった。
また、多摩川橋梁の所で交差する東京都道11号大田調布線（多摩堤通り）のガードの高さが3.3mしかなく、トラックが衝突して死亡事故も発生していたため嵩上げされ、当駅も旧駅より高くなった。
当初は田園調布駅とともにエレベーターを設置する予定はなかったが、地元住民の運動により設置が決定され、その後の日本の鉄道駅の本格的なバリアフリー化の嚆矢となった。
この工事は多摩川橋梁架替・増設工事（1997年12月完成）と新丸子 - 武蔵小杉間線増工事（2000年9月完成）に先行して行われたため、2000年8月6日の目黒線営業開始までの間、目蒲線は新しい地下駅を利用し、そこから田園調布方面に直通していた。この線路はその後も連絡線として使用されており、田園調布駅から当駅に向かってすぐに地下へのトンネルを見ることができる。なお、目黒線開業までは現在の目黒線には線路は敷設されていなかった。

## 駅構造
東横線、目黒線ホームは高架に島式ホーム2面4線（20m車両10両編成対応可能）、東急多摩川線ホームは地下に島式ホーム1面2線（18m車両4両編成対応可能）がそれぞれ設置されている。東横線・目黒線ホームにはホームドアが設置されている。
トイレは改札内にあり、多機能トイレも設置されている。エレベーターはホームの横浜・蒲田寄りに設置され、高架ホームから地下ホームまで直結する。
高架下に駅舎があり、改札は1か所であるが、東口、西口、南口の3方向から出入りすることが可能である。
東横線、目黒線ホームはカーブの途中にあるため、電車とホームの間が広く開く。また、東急多摩川線の両渡り線はホームから大きく離れた地上部の丸子橋付近に設置されているため、駅南側に1か所ある踏切では単線並列に近い形態で電車が通過する。

### のりば
| 番線       | 路線         | 方向 | 行先                                   |
| ---------- | ------------ | ---- | -------------------------------------- |
| 高架ホーム |              |      |                                        |
| 1          | 東横線       | 下り | 横浜・元町・中華街・新横浜・二俣川方面 |
| 2          | 目黒線       | 下り | 日吉・新横浜・二俣川方面               |
| 3          | 目黒線       | 上り | 目黒・赤羽岩淵・浦和美園・西高島平方面 |
| 4          | 東横線       | 上り | 渋谷・池袋・川越市・所沢方面           |
| 地下ホーム |              |      |                                        |
| 5・6       | 東急多摩川線 | 下り | 下丸子・蒲田方面                       |

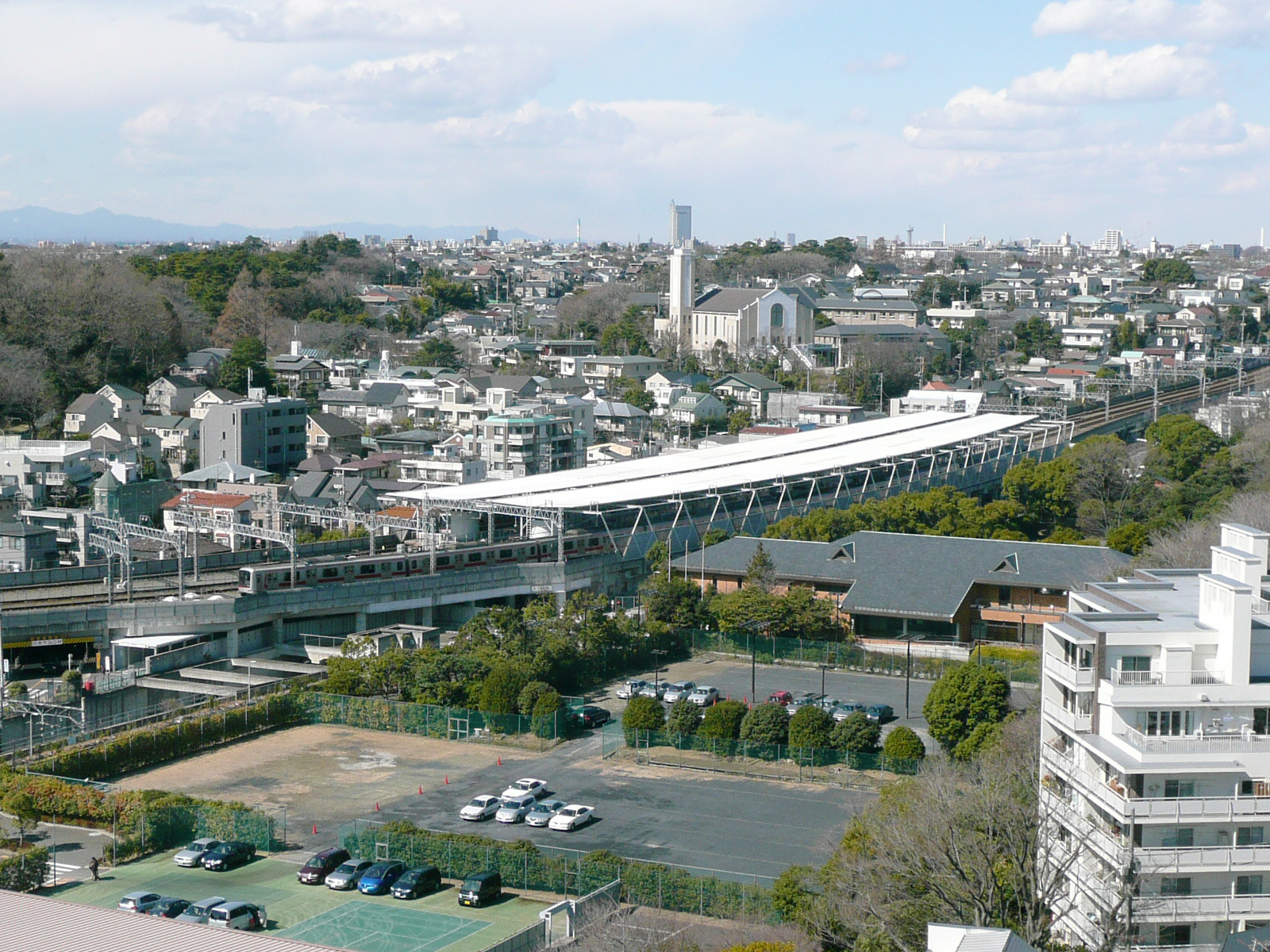
駅全景（2008年3月）
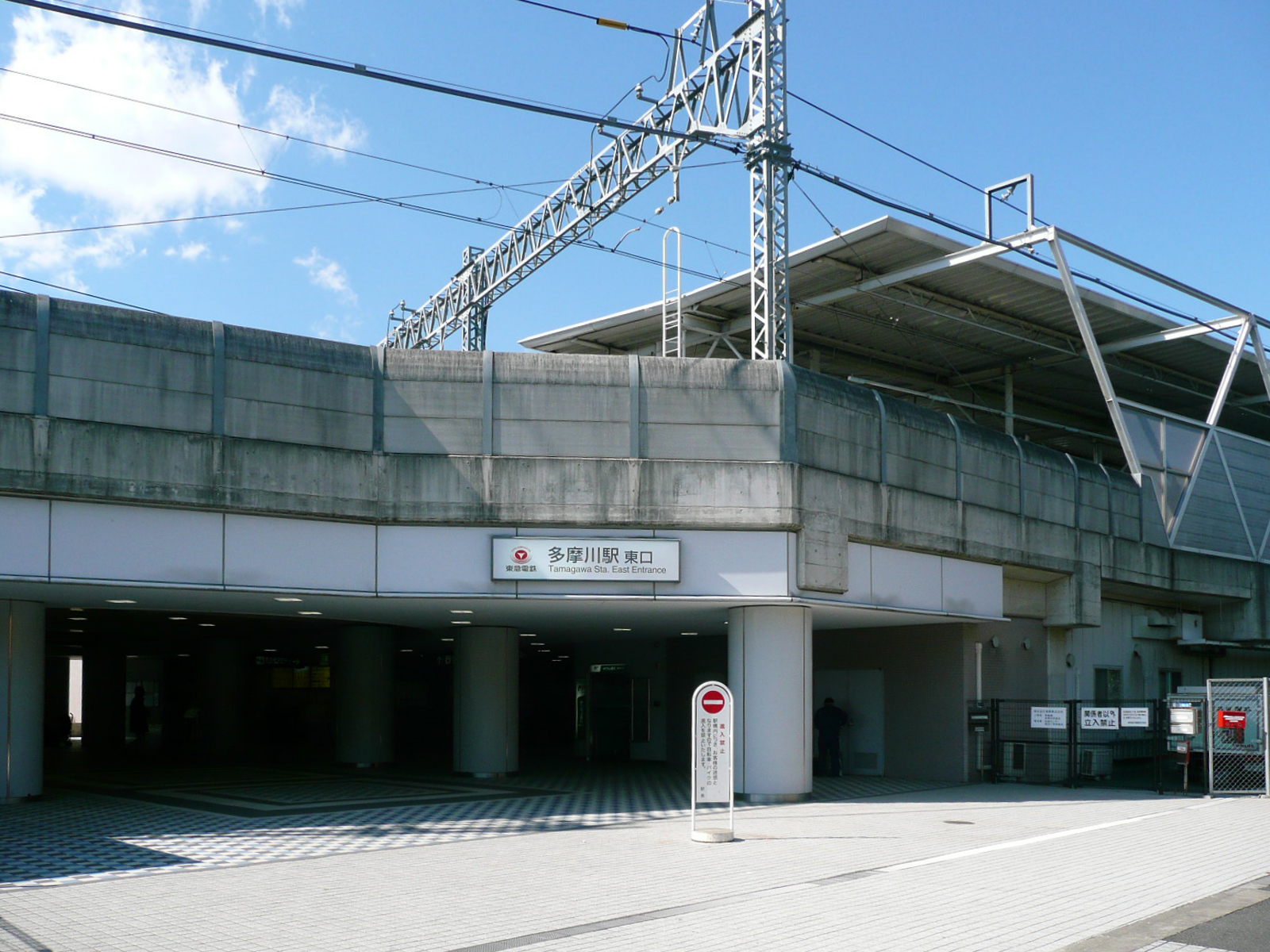
東口（2008年2月）
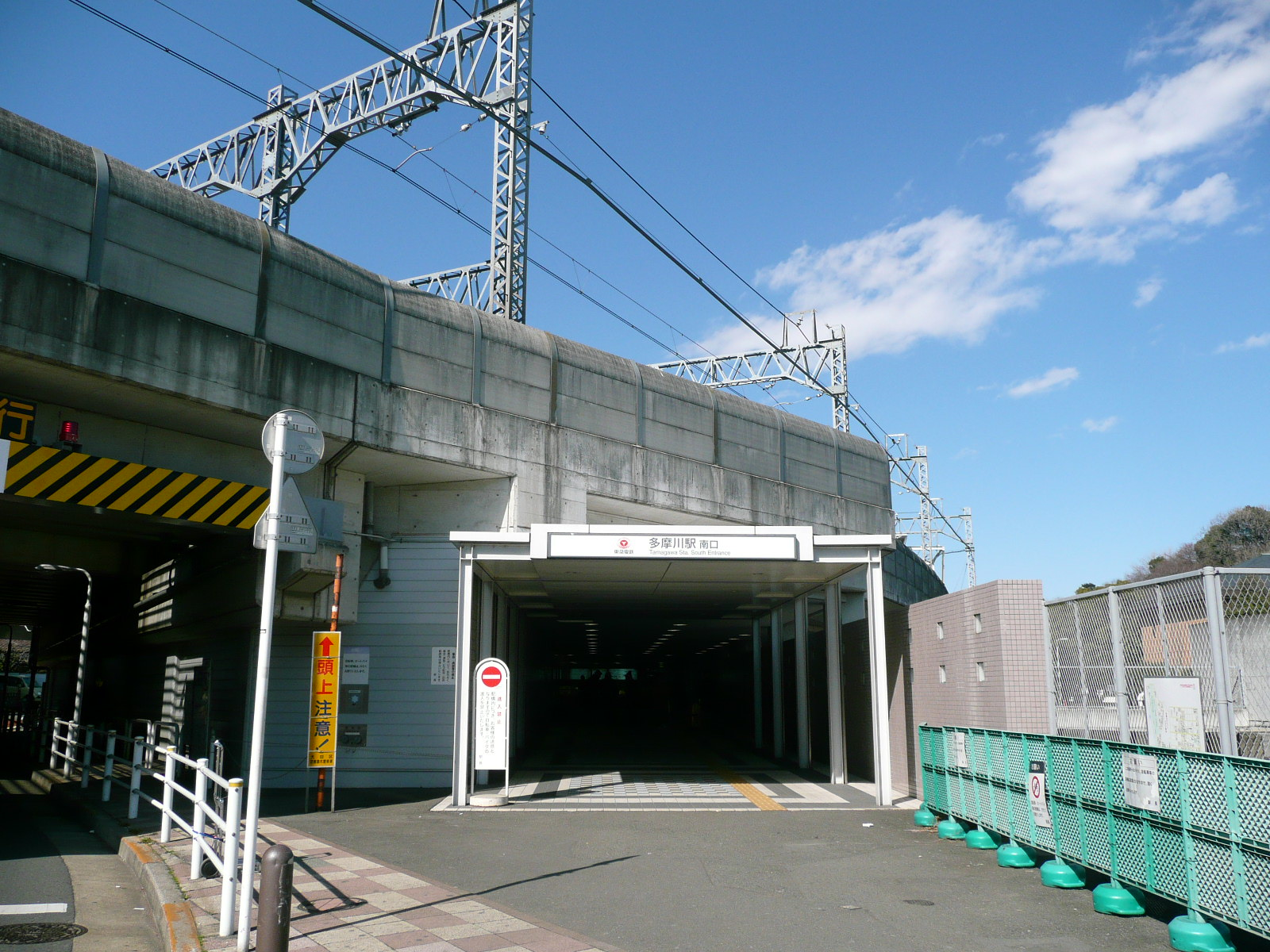
南口（2008年2月）
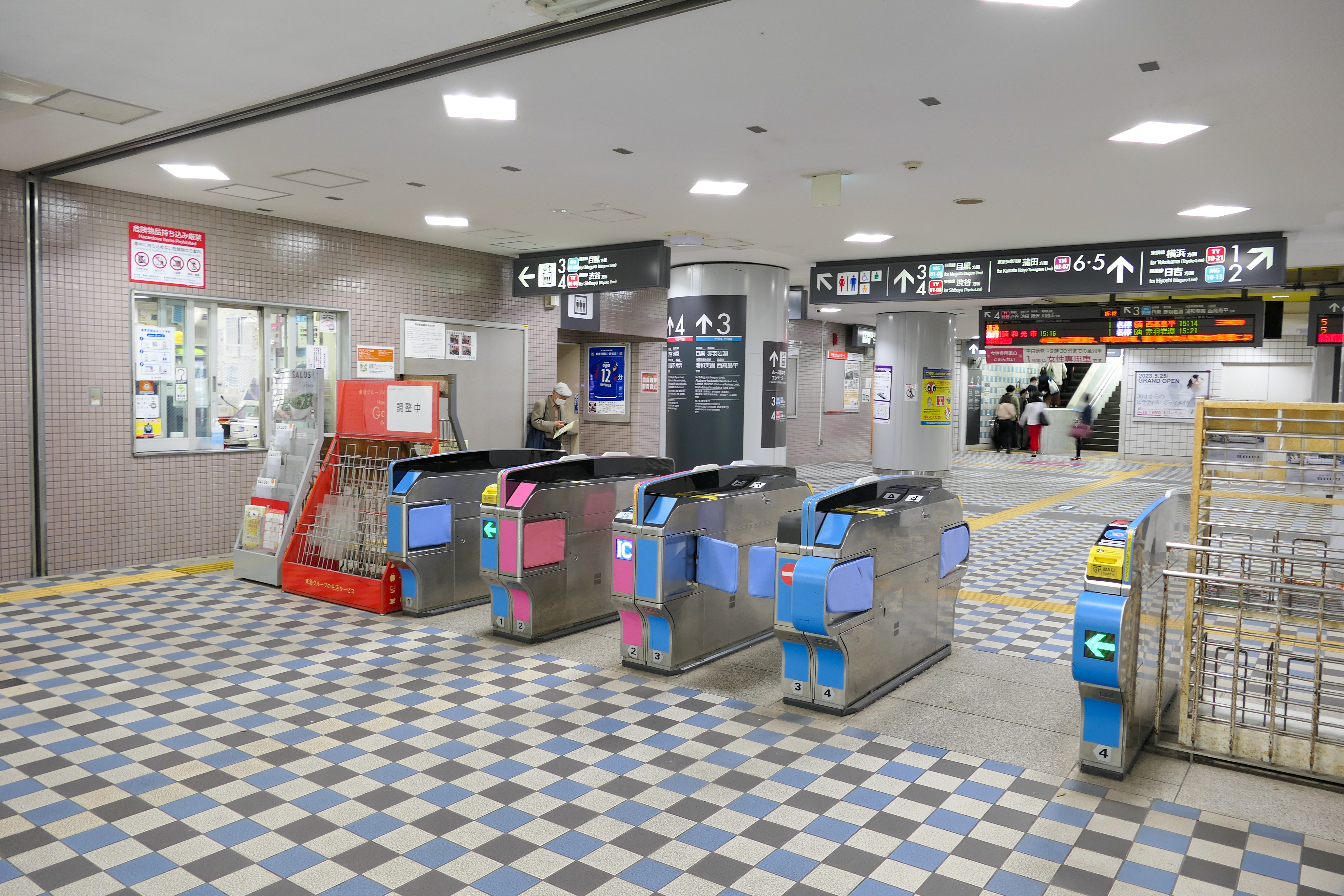
改札口（2023年4月）

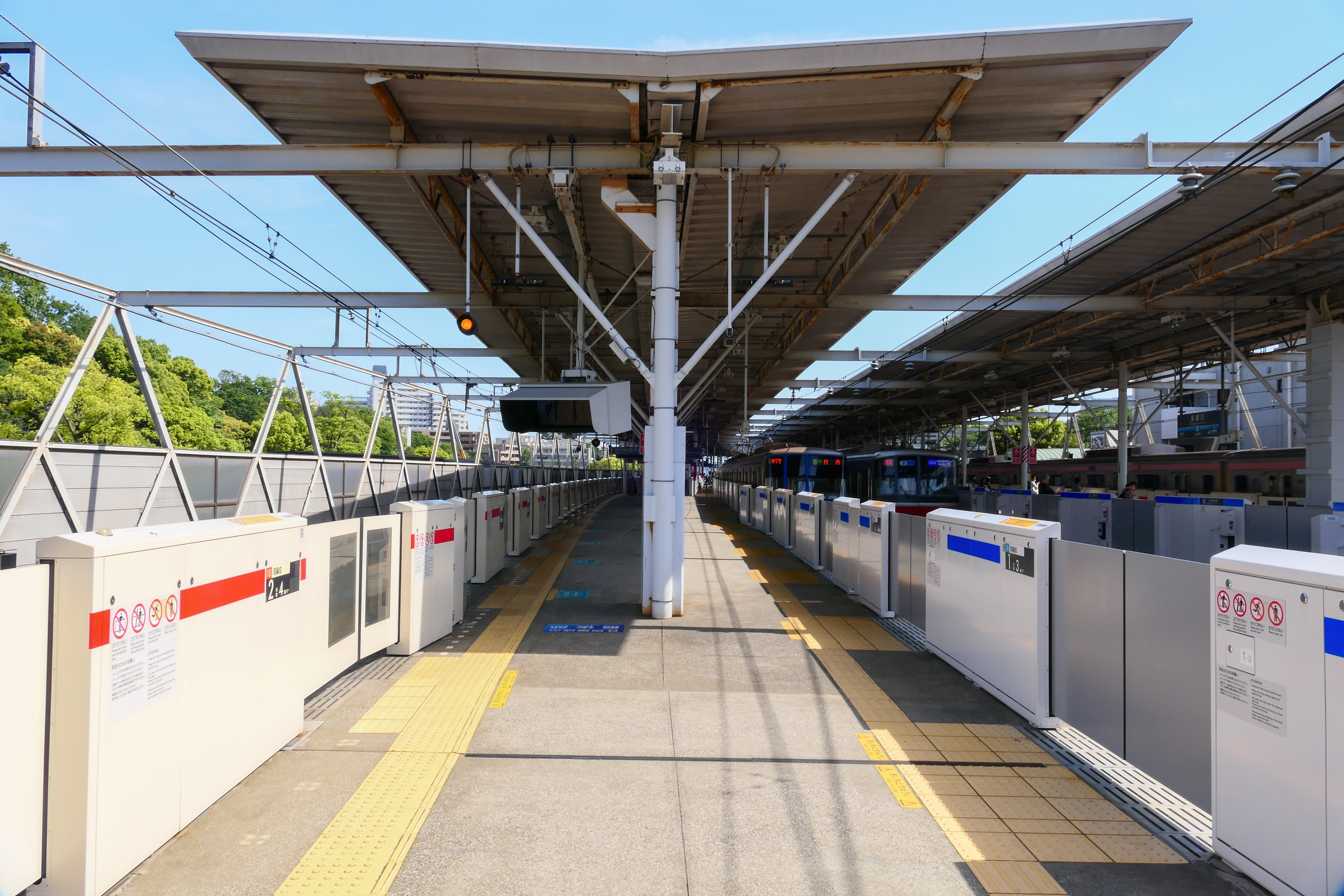
1・2番線ホーム（2023年4月）
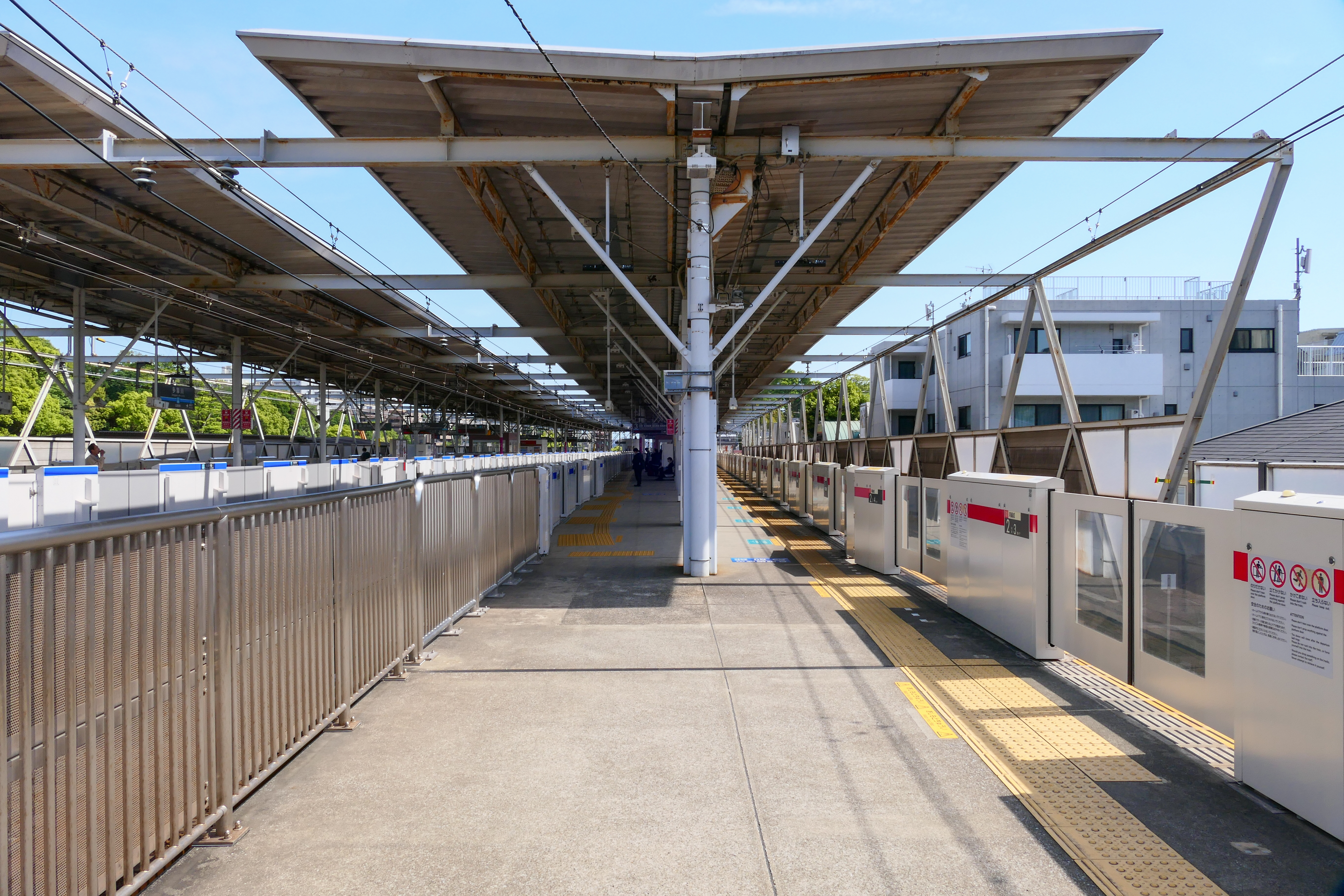
3・4番線ホーム（2023年4月）
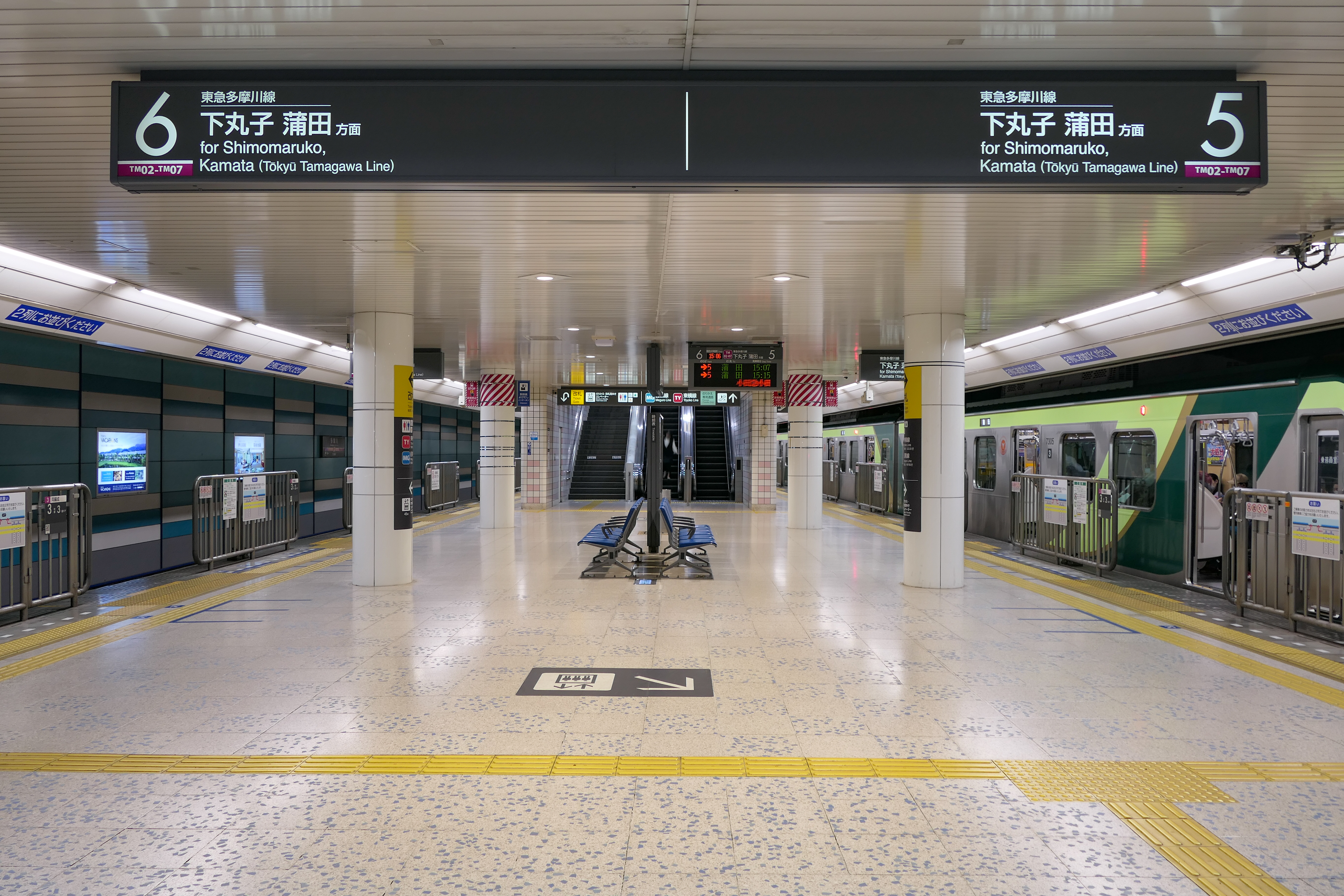
5・6番線ホーム（2023年4月）
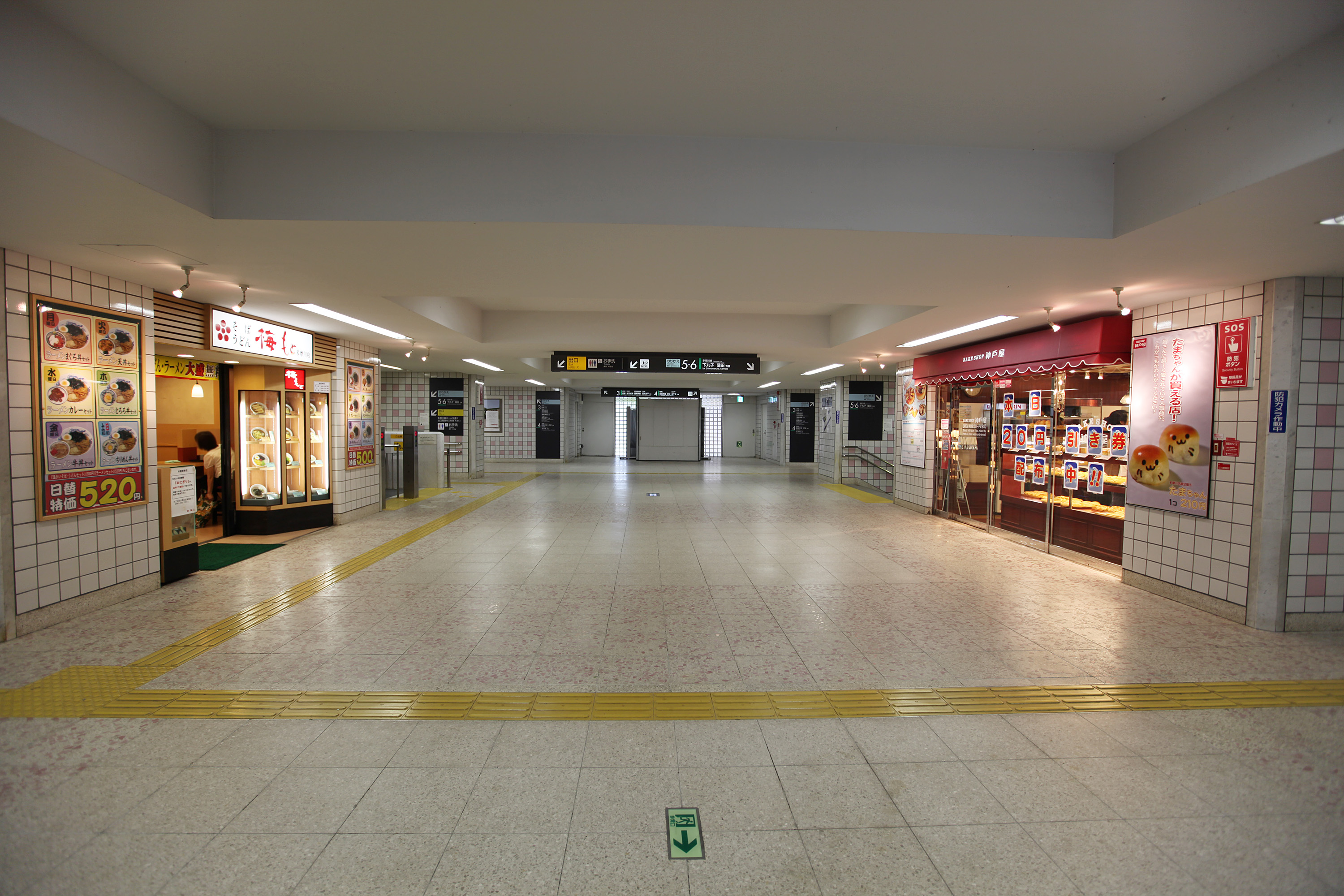
乗り換えコンコース（2010年8月）

### 構内施設
- LAWSON + toks（駅売店・駅ナカコンビニ） - 改札外および3・4番線ホーム[17]
- 梅もと（立ち食いそば・うどん店） - 改札内[17]
- 神戸屋（ベーカリー） - 改札内[17]

## 利用状況
各線の2024年度の1日平均乗降人員は以下の通りである。
- 東横線 - 13,666人
- 目黒線 - 4,166人
- 東急多摩川線 - 3,678人

東横線・目黒線の急行停車駅で、東急の3路線が集結するが、各線とも乗降人員は少ない。これは主な利用形態が各路線（主に東横線・目黒線 - 東急多摩川線）相互間の乗り換えであり、改札を通らないことから乗降人員に数えられていないためである。仮に、これを含むと実際の利用客数はかなり多くなる。
- 東急線相互の乗換人員を含んだ、2017年度の路線別1日平均乗降人員は以下の通りである[23]。
  - 東横線 - 78,586人 - 同線内では渋谷駅、横浜駅、自由が丘駅、中目黒駅、武蔵小杉駅、日吉駅、菊名駅、綱島駅に次ぐ第9位。
  - 目黒線 - 24,859人 - 同線内では目黒駅、大岡山駅、日吉駅、武蔵小山駅、武蔵小杉駅、田園調布駅、西小山駅、不動前駅に次ぐ第9位。急行通過駅の西小山駅、不動前駅よりも少ない。
  - 東急多摩川線 - 88,753人 - 同線内では蒲田駅に次ぐ第2位。

### 年度別1日平均乗降人員
近年の1日平均乗降人員・乗換人員の推移は下表の通り。
| 年度               | 東横線           | 東横線 | 目黒線           | 目黒線 | 東急多摩川線     | 東急多摩川線 | 東横線⇔東急多摩川線 乗換人員 | 目黒線⇔東急多摩川線 乗換人員 |
| 年度               | 1日平均 乗降人員 | 増加率 | 1日平均 乗降人員 | 増加率 | 1日平均 乗降人員 | 増加率       | 東横線⇔東急多摩川線 乗換人員 | 目黒線⇔東急多摩川線 乗換人員 |
| ------------------ | ---------------- | ------ | ---------------- | ------ | ---------------- | ------------ | ---------------------------- | ---------------------------- |
| 2003年（平成15年） | 10,795           | 5.1%   | 2,093            | −0.3%  | 2,007            | 12.0%        |                              |                              |
| 2004年（平成16年） | 10,949           | 1.4%   | 2,153            | 2.9%   | 2,197            | 9.5%         |                              |                              |
| 2005年（平成17年） | 11,779           | 7.6%   | 2,289            | 6.3%   | 2,407            | 9.6%         |                              |                              |
| 2006年（平成18年） | 12,243           | 3.9%   | 2,292            | 0.1%   | 2,561            | 6.4%         | 59,273                       | 17,541                       |
| 2007年（平成19年） | 13,208           | 7.9%   | 2,618            | 14.2%  | 2,943            | 14.9%        | 58,250                       | 17,961                       |
| 2008年（平成20年） | 13,411           | 1.5%   | 2,884            | 10.2%  | 3,195            | 8.6%         | 57,641                       | 19,322                       |
| 2009年（平成21年） | 13,386           | −0.2%  | 3,056            | 6.0%   | 3,295            | 3.1%         | 57,565                       | 19,578                       |
| 2010年（平成22年） | 13,355           | −0.2%  | 3,027            | −0.9%  | 3,336            | 1.2%         | 58,251                       | 19,335                       |
| 2011年（平成23年） | 13,348           | −0.1%  | 3,004            | −0.8%  | 3,358            | 0.7%         | 58,345                       | 19,017                       |
| 2012年（平成24年） | 13,582           | 1.8%   | 3,131            | 4.2%   | 3,489            | 3.9%         | 59,557                       | 19,260                       |
| 2013年（平成25年） | 14,036           | 3.3%   | 3,359            | 7.3%   | 3,539            | 1.4%         | 62,098                       | 19,694                       |
| 2014年（平成26年） | 14,259           | 1.6%   | 3,439            | 2.4%   | 3,640            | 2.9%         | 62,110                       | 20,050                       |
| 2015年（平成27年） | 14,582           | 2.3%   | 3,627            | 5.5%   | 3,775            | 3.7%         | 62,541                       | 20,592                       |
| 2016年（平成28年） | 14,709           | 0.9%   | 3,745            | 3.3%   | 3,903            | 3.4%         | 62,702                       | 20,617                       |
| 2017年（平成29年） | 14,901           | 1.3%   | 3,873            | 3.4%   | 4,082            | 4.6%         | 63,685                       | 20,986                       |
| 2018年（平成30年） | 14,376           | −3.5%  | 3,795            | −2.0%  | 4,197            | 2.8%         |                              |                              |
| 2019年（令和元年） | 14,146           | −1.6%  | 3,789            | −0.2%  | 4,120            | −1.8%        |                              |                              |
| 2020年（令和02年） | 9,094            | −35.7% | 2,630            | −30.6% | 2,740            | −33.5%       |                              |                              |
| 2021年（令和03年） | 10,342           | 13.7%  | 2,981            | 13.3%  | 2,927            | 6.8%         |                              |                              |
| 2022年（令和04年） | 11,539           | 11.6%  | 3,318            | 11.3%  | 3,157            | 7.8%         |                              |                              |
| 2023年（令和05年） | 12,816           | 11.1%  | 3,825            | 15.3%  | 3,388            | 7.3%         |                              |                              |
| 2024年（令和06年） | 13,666           | 6.6%   | 4,166            | 8.9%   | 3,678            | 8.6%         |                              |                              |

### 年度別1日平均乗車人員
近年の1日平均乗車人員の推移は下表の通り。
| 年度   | 東横線 | 目蒲線 | 出典     |
| ------ | ------ | ------ | -------- |
| 1990年 | 15,929 | 13,285 | [ * 1 ]  |
| 1991年 | 16,096 | 13,331 | [ * 2 ]  |
| 1992年 | 15,137 | 12,014 | [ * 3 ]  |
| 1993年 | 14,649 | 11,693 | [ * 4 ]  |
| 1994年 | 4,263  | 1,493  | [ * 5 ]  |
| 1995年 | 4,150  | 1,497  | [ * 6 ]  |
| 1996年 | 4,145  | 1,375  | [ * 7 ]  |
| 1997年 | 4,296  | 1,340  | [ * 8 ]  |
| 1998年 | 4,271  | 1,290  | [ * 9 ]  |
| 1999年 | 4,311  | 1,260  | [ * 10 ] |

| 年度   | 東横線 | 目黒線 | 東急 多摩川線 | 出典     |
| ------ | ------ | ------ | ------------- | -------- |
| 2000年 | 4,395  | 844    | 712           | [ * 11 ] |
| 2001年 | 4,616  | 1,162  | 838           | [ * 12 ] |
| 2002年 | 5,129  | 1,074  | 942           | [ * 13 ] |
| 2003年 | 5,492  | 1,087  | 1,090         | [ * 14 ] |
| 2004年 | 5,745  | 1,175  | 1,195         | [ * 15 ] |
| 2005年 | 6,096  | 1,170  | 1,289         | [ * 16 ] |
| 2006年 | 6,351  | 1,181  | 1,375         | [ * 17 ] |
| 2007年 | 6,809  | 1,352  | 1,533         | [ * 18 ] |
| 2008年 | 6,918  | 1,488  | 1,652         | [ * 19 ] |
| 2009年 | 6,907  | 1,581  | 1,704         | [ * 20 ] |

## 駅周辺

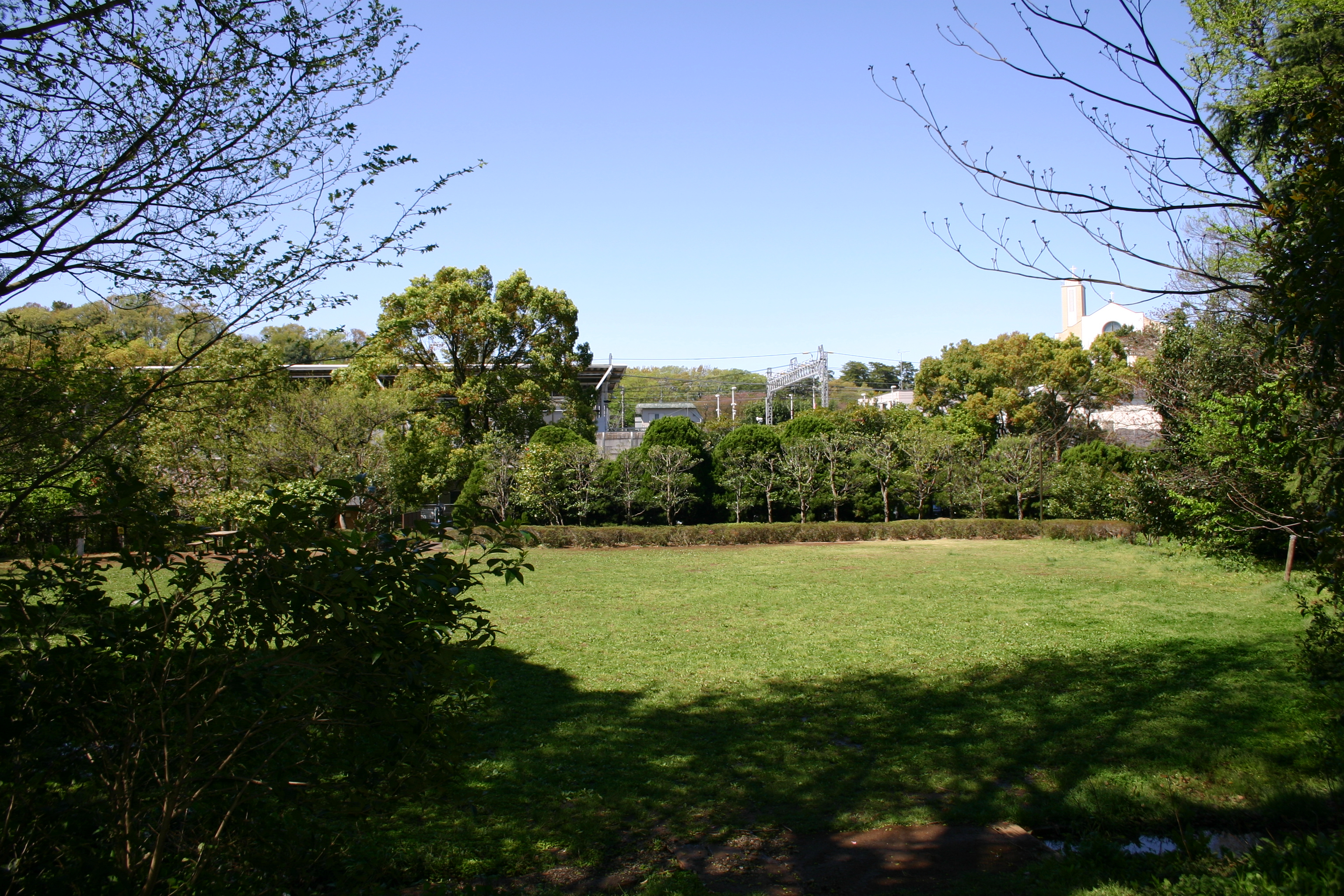
田園調布せせらぎ公園から多摩川台公園方面を望む（2013年4月撮影）。
左手は多摩川駅、正面方向が多摩川台公園に当たる。右手は田園調布カトリック教会、その先に宝来公園がある。

駅周辺は田園調布一丁目に当たり、公園に囲まれた第一種低層住居専用地域と第2種風致地区の住宅地であり、大規模な小売店などはない。
- 多摩川台公園[28]
  - 亀甲山古墳（田園調布古墳群の一つ）
- 田園調布せせらぎ公園（多摩川園遊園地・多摩川園ラケットクラブ跡地）
- 多摩川浅間神社
- 田園調布郵便局
- 警視庁田園調布警察署（田園調布一丁目）
- 多摩川緑地広場硬式野球場（旧・巨人軍多摩川グラウンド）
- 丸子橋
- 東京都道2号東京丸子横浜線（中原街道）

### バス路線

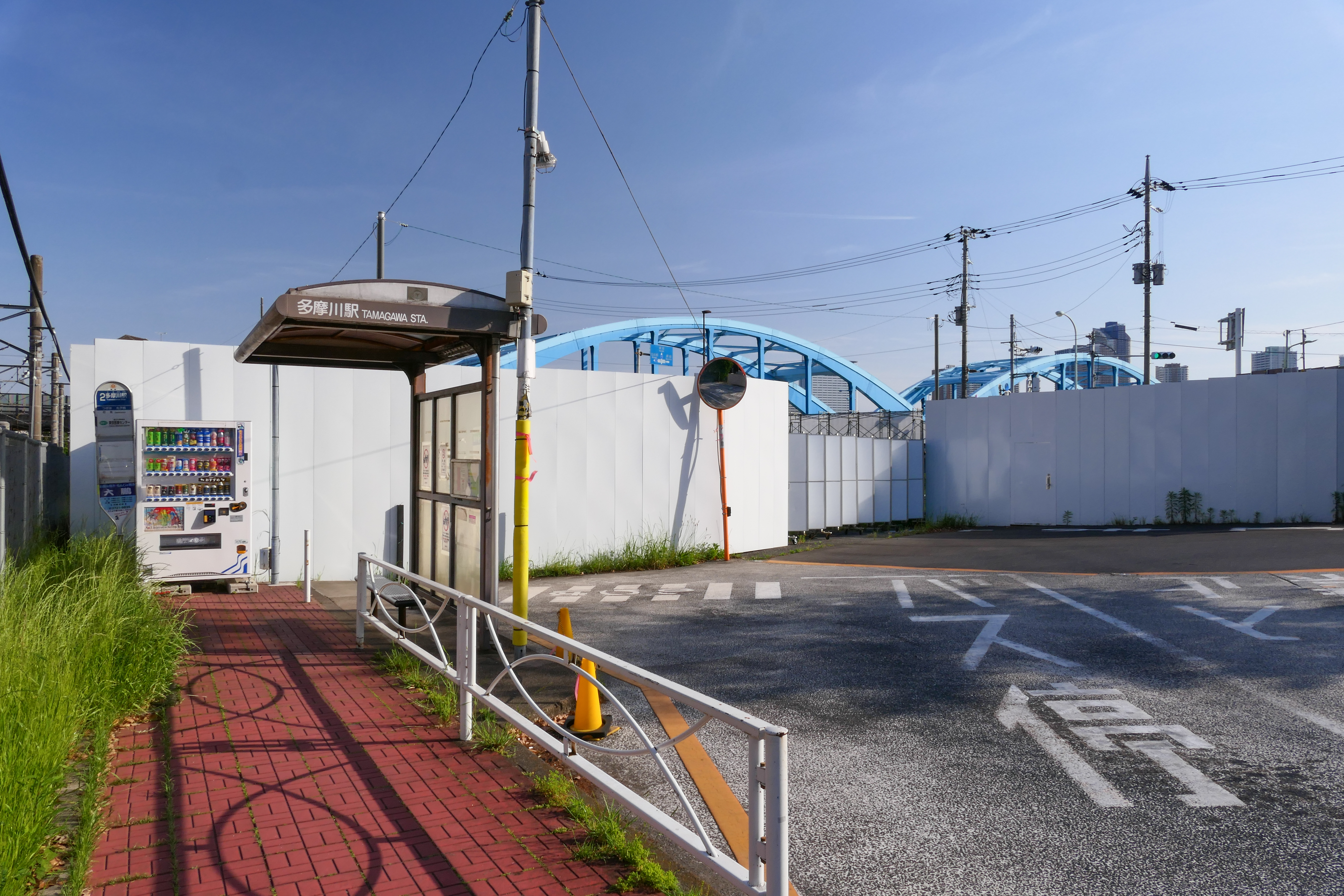
南口の先にある多摩川駅バス停（2023年4月）

駅前の道路が狭隘で、折り返し場や駅前広場も確保できないため、南口より先の多摩堤通り交差点近辺の旧東急スイミングスクール駐車場前に広場があり、停留所名も「多摩川園」を名乗っていたが、多摩川駅への改称に伴い「多摩川駅」となった。東急バスが運行している路線バスが乗り入れている。
- 玉11 - 東急ゴルフパークたまがわ前経由 二子玉川駅行 / 瀬田営業所行[29] / 小杉駅東口行
- 多摩01 - 雪が谷・奥沢駅・緑が丘駅・都立大学駅前経由東京医療センター行[29]

## 多摩川アートラインプロジェクト
2007年11月3日から同年11月11日まで実施された多摩川アートラインプロジェクトでは、蒲田駅とともに本部が設置された。また、アートが施された駅では最も多く施された。
- 逢坂卓郎「Rainbow Steps - 虹の階段」
- アトリエ・ワン+山崎徹也「インフォトンネル」
- 内田繁「山居」
- 枯山水サラウンディング「八水響」
- 渡辺元佳「多摩川“猿” たまがわえん」

## 隣の駅
東急電鉄
 東横線
■特急・□通勤特急
通過
■急行
田園調布駅 (TY08) - 多摩川駅 (TY09) - 武蔵小杉駅 (TY11)
■各駅停車
田園調布駅 (TY08) - 多摩川駅 (TY09) - 新丸子駅 (TY10)
 目黒線
■急行
田園調布駅 (MG08) - 多摩川駅 (MG09) - 武蔵小杉駅 (MG11)
■各駅停車
田園調布駅 (MG08) - 多摩川駅 (MG09) - 新丸子駅 (MG10)
 東急多摩川線
多摩川駅 (TM01) - 沼部駅 (TM02)